# Juan Rejano
Juan Rejano Porras, né le 20 octobre 1903 à Puente Genil (Cordoue, Espagne) et mort le 4 juillet 1976  à Mexico (Mexique), où il s'est exilé, est un poète espagnol de la génération de 27.

## Biographie

### Débuts comme journaliste
Juan Rejano naît à Puente Genil, en Andalousie, le 20 octobre 1903. Il est rapidement intéressé par la musique et apprend à jouer du violon.
En 1927, après la guerre du Rif, il déménage à Malaga et développe une grande amitié avec des écrivains remarquables de l'Espagne de cette époque, comme Manuel Altolaguirre, León Felipe et Pedro Garfias. Il collabore dans diverses revues, dont Litoral, El Estudiante, Postguerra, La Gaceta literatia et Nueva España.

### Guerre d'Espagne et exil
Pendant la guerre civile espagnole, il travaille comme journaliste dans la zone républicaine. En 1939, il s'exile en France pour une courte période, puis part au Mexique.
Là-bas, il dirige la célèbre section culturelle du journal El Nacional, où il fait la promotion d'un groupe de jeunes écrivains qui deviendraient l'une des générations d'écrivains et journalistes culturels les plus brillantes du pays, dont Xorge del Campo, Juan Cervera Sanchís, José Luis Colín, Alfredo Cardona Peña, Jesús Luis Benítez (es), Otto-Raúl González (es), Roberto López Moreno, Leticia Ocharán ou encore René Avilés Fabila (es).  
Il s'attache à diffuser les valeurs de la culture espagnole et hispanoaméricaine au travers de ce média mais aussi en donnant des cours spéciaux de littérature dans certaines universités mexicaines ainsi que de nombreuses conférences dans des centres de caractère culturel.
Alors qu'il prépare son retour en Espagne, il meurt en 1976 au Mexique et y laissera une marque reconnue, comme l'atteste sa mention dans un livre qui est chapeautée par l'introduction suivante : « Les 200 personnalités incluses ici (dans cet ouvrage) ont été remarquables pour leurs notables contributions au Mexique. Elles sont toutes nées à l'étranger mais ont établi des racines dans le pays pour divers motifs et raisons... »

## Œuvre
- 1921 : Pandereta andaluza
- 1928 : El Modernísmo en la literatura y en el arte (essai)
- 1939 : Memoria en llamas
- 1943 : Fidelidad del Sueño
- 1944 : El poeta y su pueblo
- 1944 : El Genil y los Olivos
- 1944 : El poeta y su pueblo. Un símbolo Andaluz: Federico García Lorca
- 1945 : La esfinge Mestiza. Crónica menor de México
- 1947 : Víspera heroica. Canto a las guerrillas de España
- 1948 : El Oscuro límite
- 1949 : Noche adentro
- 1949 : Oda Española
- 1950 : Constelación menor
- 1953 : Poemas de la Nueva Polonia
- 1953 : Poemas de Adam Mickewicz
- 1955 : Canciones de la Paz
- 1956 : La respuesta. En memoria de Antonio Machado
- 1958 : Prologue de El Ciervo de León Felipe.
- 1959 : Diario de China
- 1960 : El Río y la Paloma
- 1961 : Libro de los homenajes
- 1963 : Elegía rota para un himno. En la muerte de Julián Grimau
- 1966 : El Jazmín y la Llama
- 1971 : Antonio Rodríguez Luna

Anthologie
- 1975 : Alas de Tierra

Posthume
- 1976 : Antología
- 1976 : La tarde
- 1977 : Elegías Mexicanas
- 1977 : Poesías
- 1978 : La Mirada del Hombre
- 1983 : Antología de la ausencia
- 1987 : Poemas
- 1988 : La mirada del hombre
- 1989 : Siete poemas inéditos
- 1989 : Acordes. Las cuatro estaciones
- 1991 : Antología poética
- 1991 : Diario de China
- 1993 : Entre dos reinos (contient les poèmes Entre dos reinos, El Genil, Los olivos et Plenitud)